# Epiphragma garrigoui
Epiphragma garrigoui är en tvåvingeart som först beskrevs av Alexander 1948.  Epiphragma garrigoui ingår i släktet Epiphragma och familjen småharkrankar. Inga underarter finns listade i Catalogue of Life.